# Метаболизам пентозо-фосфата
НАДПХ се синтетише приликом метаболзма пентозо-фосфата када се глукоза-6-фосфат оксидује у рибозу-5-фосфат. Овај шећер од пет угљеникових атома је веома важан саставни део АТП, КоА (Коензима А), НАД+, ФАД, РНК и ДНК. Генерална једначина овог процеса је:
Глукоза 6-фосфат + 2NADP+ + H2O → рибоза 5-фосфат + 2NADPH + 2H+ + 2CO2

Рекације метаболизма фосфатне пентозе се одигравају у цитоплазми.

## Реакције метаболизма (пута) пентозо-фосфата

### Синтеза рибулозo-5-фосфат
Метаболизам фосфатне пентозе почиње дехидрогенацијом глукозе 6-фосфат на С-1. Реакцију катализује ензим глукозо-6-фосфат дехидрогеназа. Овај ензим поседује велики степен афинитета за НАДП+. Ова реакција, дехидрогенација глукозе-6-фосфата је реакција неповратног типа што би значило да она диктира брзину којом се одвија свеукупан метаболизам пентозо-фосфата.

### Изомеризација и синтеза рибозе-5-фосфат
Последњи корак у синтези рибозо-5-фосфата је изомеризација рибулозо-5-фосфата помоћу ензима фосфопентоза изомераза. Ова реакција је слична реакцијама гликолизе: глукоза-6-фосфат → фруктоза-6-фосфат, и дихидроксиацетон-фосфат → глицералдехид-3-фосфат.

## Метаболизам пентозо-фосфата и гликолиза
Постоји директна веза између метаболизма пентозо-фосфата и гликолизе. Велики број ћелија организма захтевају много већу количину НАДПХ од рибозе 5-фосфата. Када се ћелија нађе у овој ситуацији, у којој јој је потребно више НАДПХ, рибоза 5-фосфат се конвертује у глицералдехид-3-фосфат и фруктозо-6-фосфат помоћу ензима транскетолазе и трансалдолазе. Ови ензими катализују повратне реакције и стварају карику између метаболизма пентозо-фосфата и гликолизе.